# Galvánelem
A galvánelem két elektródból (fél cellából) áll. A legegyszerűbb galvánelem az, amikor a két tiszta fémelektród saját ionjait tartalmazó sóoldatba merül. A sóoldatban a bemerülő fém oxidált, pozitív töltésű kationjai és az ezeket semlegesítő anionok találhatók. Az elektródok a fémet két különböző oxidációs állapotban tartalmazzák. A lejátszódó redoxireakciót a konvenció szerint a redukció irányában írjuk fel. Luigi Galvani olasz orvos, fizikus után nevezték el.

## Előállítása

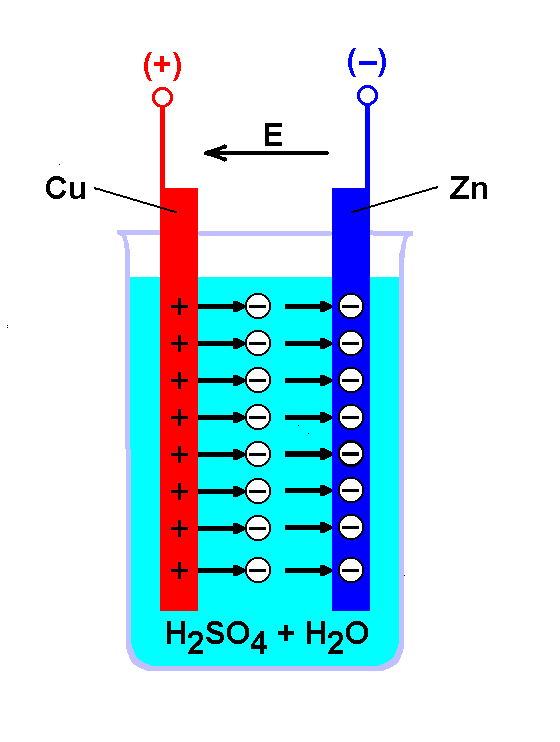
Volta-elem

A legegyszerűbb galvánelem a következő módon állítható elő: egy higított kénsavval töltött üvegedénybe egy-egy cink- és rézelektródát helyeznek el. A rézelektródából – vegyi hatás következtében – elektronok lépnek ki a kénsavba, tehát pozitív töltésűvé válik. A cinkelektróda felületén ennek fordítottja játszódik le, vagyis az elektronok a kénsavból lépnek át, tehát itt elektrontöbblet keletkezik, azaz negatív töltésű lesz. Az elektródok töltései kiegyenlítődni igyekeznek, ezért az elektródok között feszültség mérhető. Ez az áramforrás a Volta-elem elvén működik (abban sósav az elektrolit), üresjárati feszültsége ~1 volt, amely a terhelés folyamán rövidesen lecsökken.

## Polarizáció
Az áram állandóságát a galvánelemben fellépő polarizáció veszélyezteti. Ezt a jelenséget az összes áramtermelő vegyi folyamat alkalmával kialakuló hidrogénbuborékok okozzák, amikor részben, majd teljesen befedik a (+) pozitív elektródot. Először gyengítik az áramot, később meg is szakíthatják az elektronok áramlását. Ezen segít a depolározás.
A bemutatott Volta-elemnél a réz elektródán H3O+ ionok (oxóniumionok) válnak ki, és ezek szállítják az elektródra a pozitív töltést, azaz semlegesítésükre elvonnak az elektródról negatív ionokat. A hidrogén ekkor gázréteget alkot az elektródon. A cink elektródon SO2−4ionok válnak ki, és ezek szállítják az elektródra a negatív töltést, az elektronokat. A kialakult vegyi hatás következtében itt pedig oxigén réteg fedi be az elektródát.
A leírt jelenség hatására a galvánelemben egy másik, új galvánelem alakul ki, melynek elektródjai oxigén és hidrogén, elektrolitja meg kénsav. Mivel az oxigén elektrokémiai feszültsége pozitívabb, mint a hidrogéné, tehát az új polarizált galvánelemmel az oxigén a pozitív elektródja, feszültsége (Up) ellentétes az eredeti galvánelem feszültségével. Ez okozza a feszültségcsökkenést.
A polarizáció káros, tehát meg kell szüntetni. A megszüntetés módját depolarizációnak nevezik. Megszüntetésére két módszert dolgoztak ki:
1. A pozitív elektródot oxigéndús anyaggal (pl. barnakőporral, MnO2) veszik körül, ami a kiváló hidrogént leköti, és nem jöhet létre a polarizált galvánelem,
2. Az elektródot saját sójába merítik. Ilyenkor nem gázok válnak ki az elektrolitból, hanem ugyanaz a fém, mint amiből maga az elektród készül.

## Vonatkoztatott alapfeszültség
Ha egy galvánelem egyik elektródja hidrogén, a másik elektróda pedig különböző fémekből készül, a fémelektródokon különböző feszültségszinteket lehet mérni, azaz így minden fém elektrokémiai feszültsége a hidrogénhez képest – mint alapra – meghatározható. A galvánelem feszültsége az elektródokat alkotó fémek elektrokémiai feszültségének különbségeként számítható.
A fémek elektrokémiai feszültségsorozatát az alábbi táblázat foglalja össze. A táblázat harmadik oszlopában szereplő standard elektródpotenciál a standard hidrogénelektródhoz viszonyított feszültséget jelenti. (A standard hidrogénelektród potenciálja megállapodás szerint 0 V.)
| Fém megnevezése | Kémiai jele | Standard elektródpotenciál (Volt) |
| --------------- | ----------- | --------------------------------- |
| Magnézium       | Mg          | – 2,38                            |
| Alumínium       | Al          | – 1,66                            |
| Cink            | Zn          | – 0,76                            |
| Vas             | Fe          | – 0,43                            |
| Kadmium         | Cd          | – 0,40                            |
| Nikkel          | Ni          | – 0,23                            |
| Ón              | Sn          | – 0,14                            |
| Ólom            | Pb          | – 0,126                           |
| Hidrogén        | H           | 0                                 |
| Réz             | Cu          | + 0,34                            |
| Ezüst           | Ag          | + 0,79                            |
| Higany          | Hg          | + 0,80                            |
| Platina         | Pt          | + 1,2                             |
| Arany           | Au          | + 1,42                            |

A példában szereplő Volta-elem feszültsége:
0,34 – (– 0,76) = 1,1 volt
A galvánelem feszültsége független az elektródák nagyságától, azok távolságától, az elektrolit mennyiségétől, és csak az elektródák anyagi minőségétől, illetve az elektrolittól függ, rendszerint 1–2 volt között mozog, a nagyobb feszültségszintek eléréséhez pedig sorba, azaz galvántelepekké kapcsolják össze

## Galvánelem fajták
- Volta-elem
- Leclanché-elem, továbbfejlesztett változata a szárazelem
- Weston-elem
- Daniell-elem
- Cupron-elem
- Akkumulátorok